# 南部町立杉沢中学校
南部町立杉沢中学校（なんぶちょうりつ すぎさわちゅうがっこう）は、青森県三戸郡南部町杉沢にあった公立中学校。生徒数は14人（2020年現在）。

## 概要
旧福地村の一部を学区とした。町内で最小の中学校であった。

## 沿革
- 1947年（昭和22年）4月 - 田部村立杉沢中学校創立[2]。杉沢小学校に併置。第1回生は、国民学校第6学年を修了した児童と高等小学校及び青年学校普通科の第1学年・第2学年の進学希望者だった[3] 。
- 1949年（昭和24年）4月8日[3] - 新校舎落成。杉沢小学校から分離。
- 1952年（昭和27年）5月 - 屋内体育館落成。
- 1955年（昭和30年）4月1日 - 昭和の大合併により、福地村立杉沢中学校と改称。
- 1967年（昭和42年）10月 - 校歌披露。
- 1972年（昭和47年）2月1日 - 村内全小中学校の給食が、福地村学校給食センターによる、完全給食に切り替え[4]。
- 1988年（昭和63年）12月 - 新校舎落成。
- 1990年（平成2年）1月 - 新屋内体育館落成、校歌制定。
- 2000年（平成12年）3月 - 校訓制定。
- 2006年（平成18年）1月1日 - 平成の大合併により、南部町立杉沢中学校と改称。
- 2022年（令和4年）11月5日 - 閉校式典挙行[5]。
- 2023年（令和5年）3月31日 - 福地地区の中学校統合により閉校[6][7]。

## 部活動
- 陸上競技部
- 卓球部
- テニス部

## 学区
椛木、杉沢、法師岡（字山ノ外）。

## アクセス
- 南部町多目的バス椛木線「杉沢」バス停下車後、徒歩約80 m・約1分。
- 青い森鉄道青い森鉄道線苫米地駅から徒歩で、「苫米地駅通」バス停まで移動し、上述の南部町多目的バス椛木線で、「杉沢バス停」まで26分、バス下車後徒歩。

## 周辺
- 青森県道134号櫛引上名久井三戸線
- 青森県道225号中野北高岩停車場線
- 南部町立杉沢小学校 - 進学前小学校だったが、本校と同じ日に閉校となった。